# باشگاه فوتبال فینیکس رایزینگ
باشگاه فوتبال فینیکس رایزینگ (انگلیسی: Phoenix Rising FC) یک باشگاه فوتبال در منطقه شهری فینیکس، ایالات متحده آمریکا است.
این باشگاه که در سال ۲۰۱۴ تأسیس شده‌است، از مالکین این باشگاه می‌توان به افراد مشهوری همچون دیدیه دروگبا، دیپلو و پت ونتز اشاره کرد.